# 查康氏副獅子魚
查康氏副獅子鱼，为輻鰭魚綱鮋形目杜父魚亞目狮子鱼科的其中一種。分布於南冰洋的威爾德海及哈雷灣，屬深海底棲性魚類，棲息在水深460至793公尺的海域，胸鰭凹槽深,有三個分開的中間鰭條；背鰭軟條51至52枚；臀鰭軟條43至47枚；脊椎骨57至58個，生活習性不明。